# واشاکی تن (وایومنیگ)
واشاکی تن (به انگلیسی: Washakie Ten) یک منطقهٔ مسکونی در ایالات متحده آمریکا است که در شهرستان واشاکای، وایومینگ واقع شده‌است. واشاکی تن ۶۶٫۲ کیلومتر مربع مساحت و ۶۰۴ نفر جمعیت دارد و ۱٬۲۲۷ متر بالاتر از سطح دریا واقع شده‌است.